# Стидни брежуљак
Стидни или препонски брежуљак (лат. mons Veneris) је део спољних полних органа жене. Представља део коже и адипозног, масног ткива изнад симфизе (стидног моста) и суседне препонске кости, а између бутина жене. До пубертета стидни брежуљак остаје релативно раван, а кожа је прекривена стидним длачицама. Од почетка адолесценције на њему се формирају грубље, коврџаве стидне длаке. Тада је добро развијено масно ткиво, тако да стидни брежуљак подсећа на масни јастучић. У одраслих, брежуљак је покривен коврџавим длакама која је често ограничена хоризонтално; код мушкараца постоји континуитет пубичних длака до пупка. Након менопаузе, пубичне длаке постају разређеније.
Заједно са осталим спољњим полним органима жене (лат. pudendum femininum): великим и малим уснама стиднице (лат. labia pudendi maiora et minora), тремом вагине (лат. vestibulum vaginae), девичњаком (лат. himen), дражицом (лат. clitoris) и великим тремним жлездама (лат. glandulae Bartholini), чини стидницу или вулву.